# Фернандо Марсал
Фернандо Марсал (порт. Fernando Marçal, нар. 19 лютого 1989, Сан-Паулу) — бразильський футболіст, лівий захисник клубу «Ботафого»

## Ігрова кар'єра
Народився 19 лютого 1989 року в місті Сан-Паулу. Вихованець футбольної школи клубу «Греміо». У дорослому футболі дебютував 2009 року виступами за команду «Гуаратінгета», в якій провів один сезон, взявши участь у 3 матчах чемпіонату.
У 2010 році він підписав контракт з клубом другого дивізіону Португалії «Торреенсе», де провів півтора сезони, взявши участь у 40 матчах чемпіонату, після чого на початку 2012 року став гравцем «Насьонала», у складі якого того ж року дебютував у елітному дивізіоні Португалії. Загалом відіграв за клуб Фуншала наступні три з половиною сезони своєї ігрової кар'єри. Більшість часу, проведеного у складі «Насьонала», був основним гравцем захисту команди, взявши участь у 97 матчах Прімейри.
Влітку 2015 року перейшов у «Бенфіку», підписавши контракт на п'ять років, втім ще до закриття трансферного вікна 20 серпня був відданий в оренду в турецький «Газіантепспор», де виступав один рік, а наступний сезон також на правах оренди провів у французькому «Генгамі».
16 червня 2017 року за 4,5 мільйони євро перейшов у французький «Ліон». Станом на 27 вересня 2019 року відіграв за команду з Ліона 30 матчів у національному чемпіонаті.

## Титули і досягнення
- Чемпіон Бразилії (1):

«Ботафогу»: 2024
- Володар Кубка Лібертадорес (1):

«Ботафогу»: 2024